# 1973 في إسرائيل
فيما يلي قوائم الأحداث التي وقعت خلال عام 1973 في إسرائيل.

## سياسة

### تعيين في المنصب
- 1 يناير – شلومو غورين الحاخامية الكبرى في إسرائيل.
- 1 يناير – عوفاديا يوسف الحاخامية الكبرى في إسرائيل.
- 22 مايو – أفنير شاكي عضو الكنيست [الإنجليزية]‏.
- 24 مايو – إفرايم كاتسير رئيس إسرائيل.
- 3 يوليو – أوري أفنيري عضو الكنيست [الإنجليزية]‏.

### انتهاء فترة المنصب
- 22 مايو – أفنير شاكي عضو الكنيست [الإنجليزية]‏.
- 24 مايو – زلمان شازار رئيس إسرائيل.
- 3 يوليو – أوري أفنيري عضو الكنيست [الإنجليزية]‏.

## مواليد

### يناير
- 1 يناير – هناء خطيب

### فبراير
- 14 فبراير – ارييل فرومين

### أبريل
- 2 أبريل – يوئيل حسون سياسي إسرائيلي.
- 24 أبريل – رولا جبريل كاتبة ايطالية فلسطينية المولد.

### مايو
- 23 مايو – يفعاط ساشا-بيتون سياسي إسرائيلية.
- 28 مايو – أوفير أكونيس سياسي إسرائيلي.

### أغسطس
- 18 أغسطس – جبرائيل نداف

### نوفمبر
- 11 نوفمبر – اورلي ليفي سياسية إسرائيلية.
- 22 نوفمبر – إيشي غولان ممثل إسرائيلي.

## وفيات

### يناير
- 1 يناير – هاينريش لانج (مواليد 1893) فيزيائي ألماني.

### مارس
- 4 مارس – عدي البيطار (مواليد 1924)

### أبريل
- 10 أبريل – أبو يوسف النجار (مواليد 1930)

### يوليو
- 30 يوليو – عارف العارف (مواليد 1891) مؤرخ أردني.